# La Confession (film)
Pour les articles homonymes, voir La Confession.
Pour plus de détails, voir Fiche technique et Distribution.
La Confession est un film dramatique français réalisé par Nicolas Boukhrief et sorti en 2016. Il s'agit d'une nouvelle adaptation cinématographique du roman Léon Morin, prêtre de Béatrix Beck (sans être un remake du film homonyme de Jean-Pierre Melville en 1961, première adaptation de ce livre).

## Synopsis
Sous l’Occupation allemande, dans une petite ville française, l’arrivée d’un nouveau prêtre suscite l’intérêt de toutes les femmes. Barny, jeune femme communiste et athée, ne saurait cependant être plus indifférente. Poussée par la curiosité, la jeune sceptique se rend à l’église dans le but de défier cet abbé : Léon Morin. Habituellement si sûre d’elle, Barny va pourtant être déstabilisée par ce jeune prêtre, aussi séduisant qu’intelligent. Intriguée, elle se prend au jeu de leurs échanges, au point de remettre en question ses certitudes les plus profondes.

## Fiche technique
- Titre : La Confession
- Réalisation : Nicolas Boukhrief
- Scénario : Nicolas Boukhrief, d'après le roman de Béatrix Beck
- Décors : Julia Irribarria
- Costumes : Patricia Saive
- Photographie : Manuel Dacosse
- Format : 35mm -  couleur - Ratio: 2,35:1 - Stéréo
- Montage : Lydia Decobert-Boukhrief
- Musique : Nicolas Errèra
- Producteur : Clément Miserez, Matthieu Warter, Nicolas Jourdier et Geneviève Lemal
- Production : Radar Films, Nebo Productions et Scope Pictures
- Distribution : SND
- Pays :  France
- Durée : 116 minutes
- Dates de sortie : 
  - France : 10 novembre 2016 (Festival du film de Sarlat)
  - France : 8 mars 2017

## Distribution
- Romain Duris : l'abbé Léon Morin
- Marine Vacth : Barny Debruycker
- Anne Le Ny : Christine Sangredin
- Solène Rigot : Marion Lamiral
- Amandine Dewasmes : Daniele Fouchet
- Lucie Debay : Sabine
- Charlie Lefebvre : France
- Lucas Tavernier : le capitaine Lommel
- Marie-Jeanne Maldague : Barny vieille

## Distinction
- Festival du film de Sarlat 2016 : Prix d'interprétation féminine pour Marine Vacth